# Центр європейської культури „Europeum”
Центр європейської культури „Europeum” –  відділ Національного музею у Кракові, розташований за адресою  майдан Генерала Владислава Сікорського 6, в будівлі Старого зерносховища, відкритий 12 вересня 2013 року. Від грудня 2021 року твори європейського живопису Національного музею у Кракові частково експонуються у  Музеї Чорторийських, а у будівлі „Europeum” розташований Музей Станіслава Виспянського у Кракові.
Виставка охопила сім століть історії європейського мистецтва на прикладі понад 100 картин та скульптур із колекцій Національного музею в Кракові. Зовні створено лапідарій, який містить кілька сотень архітектурних деталей старих будівель Кракова. У «Europeum» представлено картини із зображеннями мадонни невідомих середньовічних каталонських митців та твори таких художників, як :
- Дірк ван Бабюрен – Zaparcie się Świętego Piotra
- Жан Барден[en] – Клеобіс і Бітон
- Пітер Брейгель Молодший – Проповідь святого Івана Хрестителя
- Денис Кальверт – Страшний суд
- Лукас Кранах Молодший – Портрет Філіппа Меланхтона
- Христіан Вільгельм Ернст Дітрих[en] – Дванадцятирічний Христос навчає в храмі
- Антоніо д'Есте – Портрет Антоніо Канови
- Франсуа-Ксав'є Фабр[en] – Портрет Міхала Богорії Скотніцького
- Лавінія Фонтана – Юдита з головою Олоферна
- Лука Джордано – Втеча до Єгипту
- Ян Госсарт – Христос Скорботний
- Ян ван Гоєн – На ковзанці
- П'єтро Лонгі – Парлаторіум у монастирі
- Лоренцо Лотто – Поклоніння немовляті
- Ніколас Мас[en] – Портрет хлопчика з луком та собакою
- Алессандро Маньяско – Прачки та лісоруби
- Маттіа Преті[en] – Гравець у кості
- Бернардо Строцці – Суперечка трьох мудреців
- Юстус Сустерманс – Портрет Франческо Медічі (1614-1634)
- Бертель Торвальдсен – Меркурій
- Паоло Венеціано – Розп'яття
- Корнеліс де Вос – Портрет хлопчика з собакою

|                            |
| Розп'яття, Паоло Венеціано |

|                                            |
| Поклоніння немовляті Христу, Лоренцо Лотто |

|                                                    |
| Проповідь Іоанна Предтечі, Пітер Брейгель Молодший |

|                                  |
| Подорож до Єгипту, Лука Джордано |

|                                                  |
| Портрет хлопчика з луком та собакою, Ніколас Мас |

|                                |
| Лукреція, Лукас Кранах Старший |

|                                          |
| Зречення святого Петра, Дірк ван Бабюрен |

|                                            |
| Суперечка трьох мудреців, Бернардо Строцці |

|                              |
| Страшний суд, Денис Кальверт |

|                             |
| Клеобіс і Бітон, Жан Барден |

|                          |
| На ковзанці, Ян ван Гоєн |

|                                         |
| Прачки та лісоруби, Алессандро Маньяско |